# 波延贝格
波延贝格（德語：Poyenberg）是德国石勒苏益格－荷尔斯泰因州的一个市镇。总面积8.82平方公里，总人口383人，其中男性195人，女性188人（2011年12月31日），人口密度43人/平方公里。